# Inmovilización
En medicina, se conoce como inmovilización al procedimiento o técnica que limita el desplazamiento de un hueso o de una articulación lesionada mediante la utilización de una ortesis (férulas, yeso, vendas, etc.). Y el cual proceso también se utiliza en los primeros auxilios con diversos tipos de heridas, fracturas o lesiones, para mantener al paciente sin  movimiento en la lesión hasta que lo atienda el personal sanitario. Técnica que tiene por objeto obtener el reposo funcional de un miembro para permitir la consolidación de una fractura, o la curación de diversas partes del aparato articular, en caso de articulaciones lesionadas.

## Métodos de inmovilización
El yeso  o escayola es una venda de tela y sulfato de calcio que se utiliza para corregir las lesiones traumáticas; su objetivo es mantener inmóvil una zona del cuerpo durante un periodo de tiempo determinado y mantener la alineación de los segmentos óseos favoreciendo la consolidación.

### Yeso braquio-palmar
Se extiende desde el borde inferior de la axila hasta la articulación metacarpo-falángica hasta último pliegue de flexión palmar. La muñeca queda inmovilizada en ligera flexión dorsal y en posición neutra, mientras que el codo queda en una flexión de unos 90°, a nivel posterior llega hasta la cabeza de los metacarpos. Se usa en casos de fractura de húmero, cabeza de radio, diáfisis de radio, cubito y para mantener en su lugar tendones y músculos después de una cirugía.

### Yeso antebraquio-palmar
Comprende desde 2 o 3 cm por debajo del pliegue anterior de flexión del codo hasta por encima de las articulaciones metacarpo-falángicas y a nivel del pliegue de la muñeca. Se indica en las fracturas de cúbito y radio, metacarpianas, fractura del escafoides y lesión en los ligamentos de la muñeca. La muñeca debe quedar en ligera flexión dorsal en general, aunque si se pretende mantener la reducción de una fractura, esta posición puede cambiar.

### Yeso antebraquio digital
Incluye desde 3 cm por debajo del codo hasta la falange distal de los dedos. Se inmovilizan en semiflexión, con objeto de evitar rotación en la fractura y de conseguir una posición funcional en caso de que aparezca una rigidez permanente.

### Férula en U
Se coloca por la cara externa del hombro y brazo hasta por debajo de la axila, se fija al brazo mediante una venda y el antebrazo pende de un «cuello-puño». También se puede emplear asociado a una férula braquial. Se utiliza en las lesiones del húmero

### Tóraco-braquial
Incluye todo el miembro superior afectado, desde el hombro hasta la mano; además comprende el tronco y abdomen, apoyándose ampliamente en las crestas ilíacas. El brazo queda en abducción de 70°, ante versión de 30 a 40° y rotación intermedia. Con estos ángulos, la mano queda por delante del mentón y separada de él por unos 25 a 35 cm.

## Inmovilización de los miembros inferiores

### Yeso inguinopédico
Incluye todo el miembro inferior, desde el pliegue inguinal, región trocantérea y por detrás a nivel del pliegue glúteo hasta el pie; su límite inferior, en la cara dorsal del pie, llega hasta la raíz de los dedos y por la cara plantar hasta 1-2 cm más allá de la punta de los dedos. La rodilla debe quedar en ligera flexión, y debe estar muy bien modelado sobre los cóndilos femorales, en torno a la rótula, bajo los macizos de los platillos tibiales, tuberosidad anterior de la tibia, maléolos perineos y tibial, marcando los surcos pre, retro e infra maleolares. Igual cuidado debe tenerse en el moldeado del arco plantar. Se utiliza para tratar las fracturas de diáfisis de la tibia, de rótula, y las fracturas supracondíleas.

### Yeso tipo tubo o cruro maleolar
Se aplica desde la parte superior del muslo hasta el tobillo para las fracturas de la parte inferior de la pierna o la rodilla, luxaciones de rodilla o después de una intervención quirúrgica en esta zona.

### Yeso tipo bota
Abarca desde la base de los macizos de los platillos tíbiales, tuberosidad anterior de la tibia y por detrás hasta unos 5-7 cm bajo el pliegue de flexión de la rodilla. Por debajo incluye todo el pie dejando los dedos libres por la parte dorsal y prolongándolo por la zona plantar bajo los dedos más allá de la punta. El modelado debe ser cuidadoso a nivel de los platillos tíbiales, surcos pre, retro e infra-maleolares y arco plantar del pie. Hay que prestar especial atención al almohadillado en torno a la base los platillos tíbiales, tobillo y talón. Se usa en las fracturas de tibia y fíbula, de metatarsiano y los esguinces de tobillo.